# Élections législatives nord-coréennes de 2019
Les élections législatives nord-coréennes de 2019 se tiennent le 10 mars 2019 afin de renouveler l'ensemble des 687 sièges de l'Assemblée populaire suprême, au suffrage universel direct, à l'issue d'une législature de cinq ans.
Les élections en république démocratique populaire de Corée ne sont généralement pas considérées comme démocratiques par les observateurs internationaux, et l'Assemblée, dépourvue de tout réel pouvoir, ne se réunit que rarement. Les autorités nord-coréennes affirment que tous les candidats ont obtenu 100 % de suffrages favorables, et que tous les électeurs présents dans le pays au moment du scrutin ont participé au vote.

## Contexte

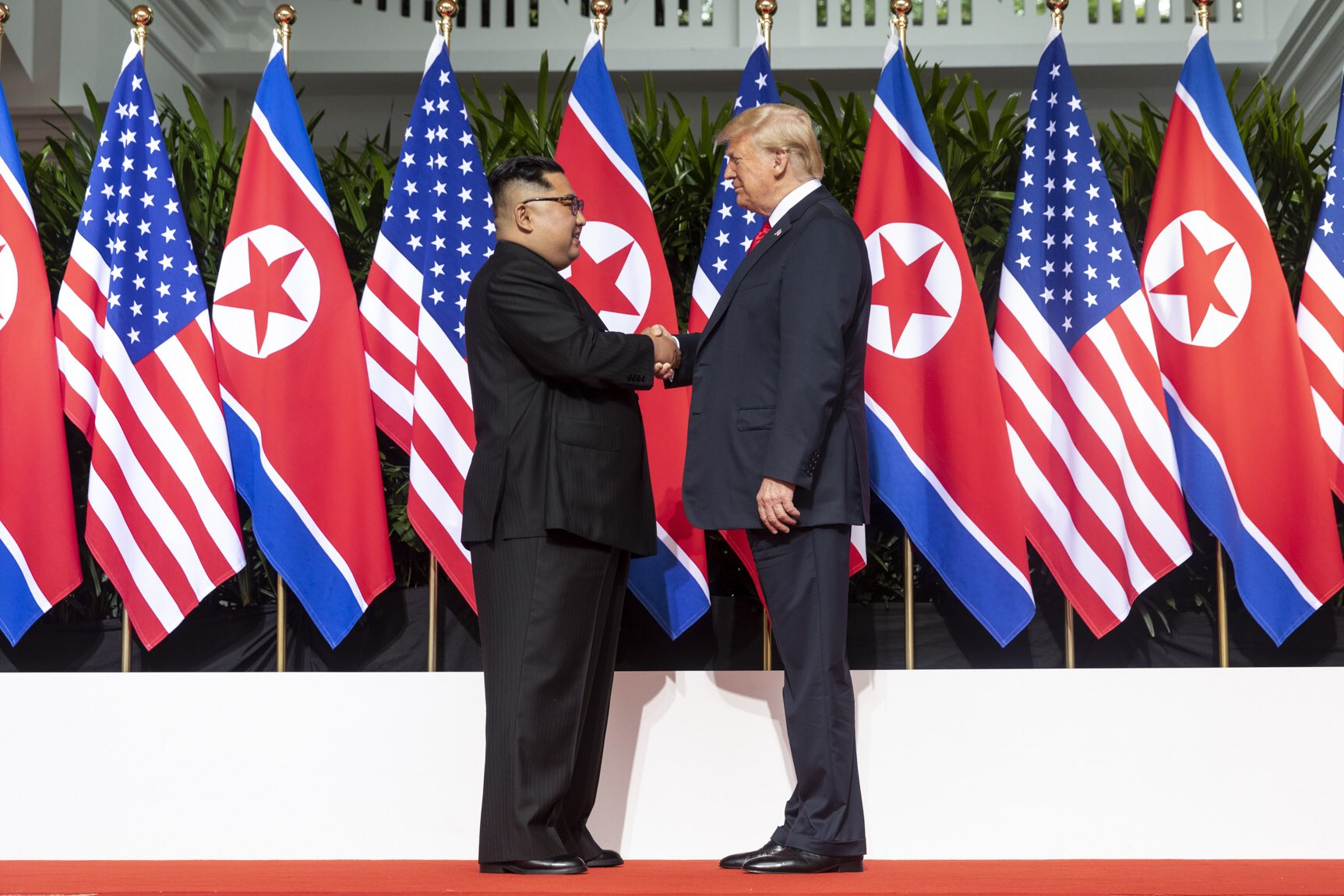
Poignée de mains de Kim Jong-un et Donald Trump en juin 2018.

L'année 2018 marque un abaissement des vives tensions entre le régime nord-coréen et ses ennemis sud-coréen et américain. La Corée du Nord participe aux Jeux olympiques et aux Jeux paralympiques d'hiver de 2018 à Pyeongchang, en Corée du Sud, et en avril Kim Jong-un est le premier dirigeant nord-coréen à visiter la Corée du Sud. Il rencontre son homologue sud-coréen Moon Jae-in à Panmunjeom, et les deux hommes promettent de cesser tout acte pouvant raviver les tensions inter-coréennes. En juin, Kim Jong-un devient le premier dirigeant nord-coréen à rencontrer un président des États-Unis en exercice, pour un sommet bilatéral avec Donald Trump à Singapour, visant officiellement à dénucléariser la péninsule coréenne.

## Système politique et électoral
En principe, l'Assemblée populaire suprême est l'organe le plus puissant du gouvernement. En pratique, elle ne se réunit que quelques jours par an, pour ratifier automatiquement les décisions prises par le Parti du travail de Corée. Le pouvoir réel est exercé par le conseil des ministres dirigé par le premier ministre Pak Pong-ju ; par la Commission des affaires de l'État (anciennement Comité de la défense nationale) que préside Kim Jong-un ; et par le politburo du Comité central du Parti du travail, que dirige également Kim Jong-un. Kim Jong-un est encensé par un culte de la personnalité ; la Corée du Nord est généralement considérée comme un État totalitaire où toute contestation du régime est brutalement réprimée.
Nommément, il existe plusieurs partis politiques, mais ce pluripartisme n'est qu'une façade. Tous reconnaissent l'autorité du Parti du travail, et sont assemblés avec lui en « Front démocratique pour la réunification de la patrie ». La Constitution dispose dans son article 11 que « la république populaire démocratique de Corée déploie toutes ses activités sous la direction du Parti du travail de Corée », tandis que l'article 10 dispose que le pays « s'appuie sur l'unité politique et idéologique du peuple entier ». Le Parti social-démocrate de Corée et le Parti Chondogyo-Chong-u, ce dernier issu du mouvement religieux cheondoïste, n'existent ainsi plus que « sur papier » ainsi que par « de petits bureaux centraux conservés pour les besoins de la propagande ».
Le pays est divisé en 687 circonscriptions, élisant chacune un député. Le droit de vote s'acquiert à l'âge de 17 ans, qui est également l'âge minimal pour se présenter aux élections. Il y a un seul candidat par circonscription. « Officiellement, des réunions d'électeurs ont lieu dans toutes les circonscriptions du pays pour la désignation des candidats. Les commentateurs pensent majoritairement que la plupart des candidats sont triés sur le volet » par les autorités et par le Parti du travail de Corée. Dans chaque bureau de vote, une affiche informe les électeurs du nom de leur candidat unique, et de sa profession.
Les élections permettent à Kim Jong Un de changer les élites politiques afin d'assurer un renouvellement des idées et des dynamiques au sein du processus décisionnel. Entre les élections de 2014 et 2019, 55 % des sièges ont été remplacés. Il est possible d'observer les directions politiques du gouvernement dans le profil général des nouveaux élus. Par exemple, Kim Jong Un a mis en poste plusieurs personnes expertes en économie, conformément à sa politique du Byongjin. Les autres membres moins influents sont parfois choisis de façon symbolique, à l'instar du Sénat canadien, afin d'honorer les citoyens exemplaires. Par exemple, Hwang_Sun-hui (en) une militante contre l'occupation japonaise de la Corée y était députée[Quand ?].
Le candidat est élu s'il obtient la majorité absolue des suffrages dans sa circonscription, et si le taux de participation y est d'au moins 50 %. Officiellement, l'élection se déroule à bulletin secret. Mais une personne souhaitant voter contre l'unique candidat sélectionné pour sa circonscription doit rayer son nom sur le bulletin « dans un isoloir spécial » - « un acte de rébellion [...] quasi-impensable ». L'abstention n'est pas tolérée non plus - ce qui permet aux autorités d'utiliser les élections comme une forme de recensement,, et d'identifier d'éventuelles défections. Ainsi, « des fonctionnaires chargés de l'organisation de l'élection se rendent dans chaque foyer pour s'assurer de la présence ou de l'absence des électeurs inscrits ». Si une personne ayant fui à l'étranger est identifiée comme absente, sa « famille restée au Nord risque de graves punitions. C’est pourquoi de nombreux Nord-Coréens partis en Chine reviennent, au péril de leur vie, juste pour voter ». Par ailleurs, des « urnes mobiles » sont prévues pour que les malades ou infirmes, ne pouvant pas se déplacer, puissent voter. En conséquence, les autorités affichent, lors de chaque élection, un taux d'approbation populaire de 100 % pour chaque candidat, ainsi qu'un taux de participation de près de 100 %.

## Déroulement
Selon un témoignage clandestin recueilli par Radio Free Asia, des travailleurs dans la province de Hamgyong du Nord sont contraints de participer à des manifestations publiques de promotion des élections, en costumes colorés, les jours qui précèdent le scrutin. La source affirme que ces personnes perdent le salaire correspondant à ces jours d'absence de leur lieu de travail.
Le jour du vote les autorités s'assurent d'une « atmosphère de carnaval » à Pyongyang, avec des groupes de musique dans les bureaux de vote. Des enfants portant un chiffon rouge au cou « paradent dans les rues et encouragent les électeurs ». Ces derniers s'assurent généralement de voter tôt dans la journée, pour démontrer leur loyauté envers le régime. Ayant voté, il est attendu qu'ils « rejoignent les groupes dehors qui expriment leur enthousiasme et leur joie d'avoir pu voter » pour le gouvernement en place.
Le jour du vote, l'Agence centrale de presse nord-coréenne rapporte : « Tous les électeurs participent tels un seul homme à l'élection pour la prospérité de notre pays socialiste et le développement du pouvoir populaire avec la grande fierté et l'honneur d'être membres de la nation du grand Kim Il-sung et de la Corée de Kim Jong-il » (en gras dans l'original). Cette même agence rapporte que l'éditorial du journal Rodong Sinmun décrit l'élection comme « une occasion importante pour consolider davantage le pouvoir populaire dans notre pays et promouvoir victorieusement la cause de la révolution Juche. Chaque bulletin déposé en faveur des candidats à la députation reflète la loyauté de défendre fermement l'idée unique de nos grands dirigeants pour bâtir le pouvoir du peuple et leurs exploits ».

## Résultats
L'Agence centrale de presse nord-coréenne rapporte que l'ensemble des candidats sont élus, tous avec 100 % de suffrages favorables, et que le taux de participation s'élève à 99,99 %, seules les personnes se trouvant à l'étranger ou travaillant en haute mer n'ayant pas voté. À la surprise des observateurs étrangers, Kim Jong-un n'apparaît pas sur la liste des élus, contrairement aux résultats des élections de 2014. Sa sœur Kim Yo-jong est élue députée, de même que le ministre des Affaires étrangères Ri Yong-ho (en),. C'est la première fois qu'un dirigeant nord-coréen n'est pas membre de l'Assemblée populaire.
En date du 25 juillet 2025, la répartition des sièges par parti n'est pas disponible.
|                                                             |                                                             |                           |               |       |        |               |
| Parti ou mouvement                                          | Parti ou mouvement                                          | Parti ou mouvement        | Voix          | %     | Sièges | +/-           |
|                                                             |                                                             | Parti du travail de Corée |               | 100   | 682    | –             |
|                                                             | Parti social-démocrate de Corée                             |                           |               | 100   | 682    | –             |
|                                                             | Parti Chondogyo-Chong-u                                     |                           |               | 100   | 682    | –             |
|                                                             | Indépendants                                                |                           |               | 100   | 682    | –             |
|                                                             | Chongryon                                                   | 5                         | en stagnation | 100   |        |               |
| Total Front démocratique pour la réunification de la patrie | Total Front démocratique pour la réunification de la patrie | 687                       | en stagnation | 100   |        |               |
|                                                             |                                                             |                           |               |       |        |               |
| Total                                                       | Total                                                       | Total                     |               | 100   | 687    | en stagnation |
| Inscrits / participation                                    | Inscrits / participation                                    | Inscrits / participation  |               | 99,99 |        |               |

### Députés élus
Circonscription : Député
1. Mangyongdae : Han Song-guk
2. Kwangbok : Yun Yong-chol
3. Palgol : Pak Kum-hui
4. Janghun : Kim Yun-sil
5. Killimgil : Kim Yo-jong
6. Chukjon : Kim Song-bong
7. Taepyong : Kim Yong-bok
8. Wollo : Kim Tong-suk
9. Kyongsang : Ri Song-jun
10. Kyogu : Hong So-hon
11. Ryonhwa : Sim Kyong-ok
12. Sochang : Kil Kum-sun
13. Pyongchon : Kim Myong-hwan
14. Ansan : Kim Sok-nam
15. Ponghak : Kim Hyon
16. Ryukgyo : Ri Yong-hui
17. Saemaul : Jo Kil-nyo
18. Potonggang : Pang Sung-son
19. Ryugyong : Kim Hye-ran
20. Pulgungori : Ri Mi-ok
21. Kaeson : Choe Hui-tae
22. Pipa : Hwang Sun-hui
23. Jonsung : Choe Ryong-hae
24. Kinmaul : Ri Sung-ho
25. Sosong : Ri Su-yong
26. Janggyong : Hong Song-gwang
27. Hasin : O Yong-jae
28. Jungsin : Pak In-suk
29. Taesong : Tae Hyong-chol
30. Ryonghung : Yang Hyong-sop
31. Anhak : Jong Myong-il
32. Ulmil : Jo Kum-ju
33. Kwahak : Jang Chol
34. Tongmun : Kim Song-hui
35. Chongryu : Ri Song-uk
36. Munsu : Ri Myong-chol
37. Tapje : Choe Song-ran
38. Sagok : Kim Yong-bae
39. Tongdaewon : Cha Hui-rim
40. Ryuldong : Choe Song-won
41. Silli : Sim Il-chol
42. Samma : Ri Man-gon
43. Songyo : Rim Tong-hun
44. Tungmae : Ri Kun-il
45. Ryulgok : Jo Myong-nam
46. Yongje : Han Myong-hui
47. Rangrang : Kim Yong-nam
48. Jongo : Kim Ki-nam
49. Jongbaek : Pak Hyong-ryol
50. Chungsong : Ri Un-jong
51. Kwanmun : Jo Ju-yong
52. Sungri : Ri Pyong-chol
53. Wonam : Ko Song-dok
54. Ryongsong : Ham Chol-nam
55. Rimwon : Kim Kwang-uk
56. Ryunggung : An Myong-gon
57. Unha : Ri Yong-suk
58. Oun : Kang Sun-chol
59. Masan : Kim Hae-song
60. Sunan : Rim Kwang-ung
61. Sokbak : Jon Sung-nam
62. Sadong : Jo Hyong-chol
63. Turu : Choe Chol-jung
64. Hyuam : Ryom Tok-jun
65. Rihyon : Pak Hyok
66. Ryokpo : Jong Yong-suk
67. Nunggum : Yun Kye-su
68. Hyongjesan : Ri Yong-chol
69. Hadang : Paek Sok-sun
70. Sangdang : Kim Jong-suk
71. Sinmi : Rim Won-jun
72. Samsok : Kim Nung-o
73. Todok : Jon Ha-rim
74. Kangnam : Ri Man-song
75. Yongjin : Ri Won-ok
76. Kangdong : Jo Jun-mo
77. Ponghwa : Kim Jae-ok
78. Samdung : Kim Jong-chol
79. Sangri : Kang Pyo-yong
80. Hukryong : Kim Pyo-hun
81. Songsok : Hwang Kang-chol
82. Panghyon : Hong Pyong-chol
83. Pyongsong : Chae Myong-hak
84. Undok : An Myong-ok
85. Ori : Kim Yong-su
86. Samhwa : Kim Sung-du
87. Kuwol : Min Sang-gi
88. Okjon : Choe Chang-gi
89. Paeksong : Ri Ryong-nam
90. Anju : Ri Chang-gun
91. Sinanju : Ri Kye-bong
92. Tongmyon : Ri Kun-ho
93. Wonpung : Choe Ji-son
94. Nampyong : Yun Jong-guk
95. Namhung : O Su-yong
96. Kaechon : Kim Kum-suk
97. Ramchon : Yun Yong-nam
98. Sambong : Jang Jong-nam
99. Konji : Kim Sun-hwa
100. Kangchol : Kim Chang-gon
101. Ryungjin : Kim Tok-hun
102. Kakam : Jang Kyong-chol
103. Alim : Rim Tong-chol
104. Ryongun : Ri Il-hwan
105. Sunchon : O Yong-gon
106. Saedok : Kim Tu-il
107. Soksu : Choe Yong-il
108. Ryonpo : Sim Tong-chol
109. Jeyak : Ryu Tu-hyon
110. Subok : Pak Pong-ju
111. Jikdong : Song Chang-ho
112. Ryongak : Choe Kwang-il
113. Tokchon : Choe Jang-il
114. Kongwon : Im Chol-ung
115. Jenam : Ri Yong-chol
116. Chongsong : Mun Myong-hak
117. Sangdok : Yu Rim-ho
118. Jangsang : Kim Yong-dae
119. Taedong : Ko Ki-chol
120. Sijong : Ri Myong-hak
121. Yongok : Yun Jong-sil
122. Jungsan : Kim Song-il
123. Kwangje : Sin O-sun
124. Pungjong : Han Chol
125. Pyongwon : Kim Jun-son
126. Wonhwa : So Kyong-sim
127. Opa : Ma Won-chun
128. Unbong : Pak Tae-song
129. Hanchon : Yu Chol-u
130. Sukchon : Ri Yong-chol
131. Ryongdok : Ri Song-chol
132. Yoldusamchon : Kim Jae-nam
133. Namyang : Kim Man-song
134. Komsan : Choe Yong-song
135. Mundok : Kang Hyong-bong
136. Rimsok : Rim Tok-hwa
137. Ryongo : Kim Song-hui
138. Songchon : Jang Sun-kum
139. Kunja : Jon Kwang-ho
140. Sinsongchon : Ryu Won-song
141. Jangrim : Kim Ki-gun
142. Sinyang : Choe Yong-hui
143. Yangdok : Kang Chu-ryon
144. Tongyang : Kim Ok-ryon
145. Unsan : O Yong-chol
146. Chonsong : Jong Yong-nam
147. Kubong : Ju Yong-gil
148. Jaedong : Kim Ung-sop
149. Haksan : Sin Ung-sik
150. Mangil : Ri Myong-hui
151. Pukchang : Kim Yong-chol
152. Songnam : Mun Sun-hui
153. Okchon : Kim Kwang-su
154. Inpo : U Won-yong
155. Tukjang : Jon Hak-chol
156. Maengsan : Jo Won-taek
157. Nyongwon : Pak Tong-chol
158. Taehung : Wang Chang-uk
159. Huichang : Son Sok-gun
160. Sinjak : Jang Se-hyon
161. Chongnam : Pak Yong-jin
162. Komunkum : Kim Hyong-il
163. Ungok : Kim Tong-il
164. Taebaeksan : Ri Gwon
165. Otaesan : Kim Kwang-hyok
166. Unpasan : Jang Yong-su
167. Cholbongsan : Jong Se-yon
168. Myolaksan : Kim Yong-jin
169. Jangamsan : Kim Myong-ho
170. Pongsusan : Yun Tong-hyon
171. Taedoksan : Kim Jong-gwan
172. Namchongang : Hwang Kun-il
173. Jangjasan : Kim Myong-sik
174. Sinpagang : Jin Chol-su
175. Taesongsan : So Hong-chan
176. Mannyonsan : Yun Pyong-gwon
177. Kuwolsan : Kim Song-chol
178. Hallasan : No Kwang-chol
179. Chonmasan : Kim Hyong-ryong
180. Samgaksan : Son Chol-ju
181. Sungrisan : Jo Kyong-chol
182. Osongsan : Kim Taek-gu
183. Roktusan : Pak Su-il
184. Unbaeksan : Pang Kwan-bok
185. Pongsungsan : Ho Yong-chun
186. Paekmasan : Ri Tu-song
187. Songaksan : Ri Tong-chun
188. Suyangsan : Ri Yong-ju
189. Sindoksan : An Ji-yong
190. Myongdangsan : Kim Sok-hong
191. Pongaksan : Choe Tu-yong
192. Taemyongsan : Pak Myong-su
193. Ryongaksan : Ri Tae-sop
194. Songchongang : Ri Pong-chun
195. Pyongchongang : Ju Song-nam
196. Sujonggang : Kim Kum-chol
197. Chailgang : Kim Sang-ryong
198. Samchongang : Pak Jong-chon
199. Somjingang : Song Sok-won
200. Yongchongang : Kim Myong-nam
201. Okchongang : Kim Su-gil
202. Ryesangang : Kim Kwang-su
203. Wigumgang : Ri Mun-guk
204. Kalmagang : Song Yong-gon
205. Haegumgang : Ko Myong-su
206. Pipagang : Ri Jong-nam
207. Kumchongang : Ri Yong-gil
208. Taedonggang : Kang Sun-nam
209. Chongchongang : Hong Jong-tuk
210. Amnokgang : Ri Kwang-ho
211. Tumangang : Ri Yong-chol
212. Kunmasan : Hong Chol-gun
213. Naegumgang : Chon Jae-gwon
214. Hyoksin : Ju Tong-chol
215. Hwaebul : Kim Kwang-hyok
216. Sobaeksu : Ri Myong-su
217. Kumsu : Kwak Chang-sik
218. Haebal : Jo Tae-san
219. Moranbong : Kim Yong-ho
220. Haebang : Jang Il-su
221. Pyoldong : Choe Pu-il
222. Jonjin : Kang Pil-hun
223. Jasonggang : Ri Yong-hwan
224. Ponghwasan : Jon Tae-nam
225. Kumgangsan : Ro Kyong-jun
226. Sinuiju : So Ran-hui
227. Paeksa : Ri Jong-ryol
228. Namjung : Jong Yong-guk
229. Minpo : Kim Man-su
230. Sumun : Sin Ryong-man
231. Chinson : O Jong-hui
232. Ryusang : Kim Hae-yong
233. Wai : Kang Ryong-mo
234. Sokha : Pak Hui-min
235. Rakjong : Pak Jong-gun
236. Yonha : Kim Hwa-song
237. Kusong : So Chun-yong
238. Paeksok : Kim Jong-chol
239. Namchang : Yang Sung-ho
240. Chahung : Ho Chol-yong
241. Jongju : Kim Kwang-un
242. Tokon : Paek Jong-ran
243. Koan : Ri Yong-jun
244. Namho : Kim Kyong-ae
245. Kalsan : Sonu Hui-chol
246. Sakju : Kim Kwang-song
247. Pungnyon : Kim Myong-ok
248. Supung : Kang Won-sik
249. Chongsong : Ri Chang-sok
250. Pihyon : Hwang Jun-taek
251. Ryangchaek : Kim Chol
252. Paekma : Kim Yong-son
253. Ryongchon : Kim Se-wan
254. Pukjung : Hong Kwang-hyok
255. Ryongampo : Choe Chan-il
256. Sinam : Kim Yong-sun
257. Yomju : Kim Pyong-ho
258. Tasa : Choe Yong-dok
259. Wiha : Paek On
260. Cholsan : Jang Chang-ha
261. Kasan : Kim Yong-gil
262. Tongrim : Kye Myong-chol
263. Chonggang : Ri Chung-gil
264. Singok : Kim Chol-ho
265. Sonchon : Paek In-chol
266. Wolchon : Kwon Song-ho
267. Samsong : Jo Jong-mun
268. Inam : Ho Kwang-chun
269. Kwangsan : Kim Il-guk
270. Wonha : Cha Sung-su
271. Chojang : Pak Tae-sik
272. Unchon : Choe Kwang-chol
273. Taeo : Kim Song-nam
274. Posok : Choe Myong-sil
275. Pakchon : Ryu Jong-guk
276. Toksam : Ho Kwang-il
277. Maengjung : Pak Yong-sun
278. Nyongbyon : Kim Kum-sil
279. Palwon : Ri Ju-o
280. Kujang : Mun Kyong-dok
281. Ryongdung : Kim Yong-song
282. Ryongmun : Ju Yong-sik
283. Sugu : Choe Yong
284. Hyangsan : Kim Kyong-hui
285. Taepyong : Choe Hyok-chol
286. Unsan : Jong Kyong-il
287. Pungyang : Ri Chol-jin
288. Joyang : Han Chang-ho
289. Taechon : O Hye-son
290. Unhung : Ho Jong-ok
291. Hakbong : Kim Kyong-nam
292. Chonma : Kim Yong-gyu
293. Joak : Kim Kun-chol
294. Uiju : Han Tong-song
295. Unchon : Hong Yong-chil
296. Tokryong : Mo Sung-gil
297. Taegwan : Choe Yong-song
298. Taeryong : Jo Yong-su
299. Changsong : Choe Hak-chol
300. Tongchang : Paek Myong-chol
301. Pyokdong : Paek Sun-yong
302. Sindo : Ri Yong-chol
303. Yaksan : Choe Song-il
304. Haechong : So Sung-chol
305. Uppa : Kim Tong-son
306. Okgye : Kim Yong-chol
307. Soae : Kang Ji-yong
308. Sokchon : Pak Myong-chol
309. Hakhyon : U Chang-sik
310. Pyoksong : An Hye-song
311. Jukchon : Pak Pong-tok
312. Kangryong : Jang Yong-su
313. Pupo : Yo Man-hyon
314. Kumdong : Choe Sun-chol
315. Ongjin : Ri Myong-chol
316. Sagot : Paek Kyong-sin
317. Samsan : Kim Mok-ryong
318. Jonsan : Kim Jang-san
319. Taetan : An Kyong-hwa
320. Kwasan : Hong Pong-chol
321. Jangyon : Mun In-chol
322. Rakyon : Ri Yong-chol
323. Samchon : Ri Ik-jung
324. Talchon : Kim Jong
325. Songhwa : Kim Son-hui
326. Unryul : Kim Ung-chol
327. Kumsanpo : Kang Kil-yong
328. Jangryon : Ri Hwa-gyong
329. Unchon : Kil Kyong-hui
330. Ryangdam : Kim Ik-song
331. Anak : Ko In-ho
332. Wolji : Kim Chang-yop
333. Taechu : Choe Yong-sam
334. Omgot : Ri Jae-sik
335. Sinchon : Kim Chang-nam
336. Saenal : Mun Ung-jo
337. Saegil : Pak Yong-ho
338. Panjong : Kwon Jong-sil
339. Jaeryong : Choe Hwi
340. Samjigang : Ri Hye-suk
341. Jangguk : Kim Yong-ae
342. Pukji : Kim Tae-song
343. Sinwon : So Pyong-hwan
344. Muhak : Song Won-gil
345. Pongchon : Kim Chun-do
346. Sindap : Kang Jong-hui
347. Paechon : Won Kyong-mo
348. Kumsong : Kim Tae-sik
349. Jongchon : Kim Jin-guk
350. Unpong : Ri Chol-man
351. Kumgok : Kang Myong-chol
352. Yonan : Pak Tae-dok
353. Ohyon : Jin Yon-sil
354. Songho : Hong Myong-gi
355. Chontae : Choe Tong-yun
356. Haewol : Kim Myong-chol
357. Chongdan : Yang Yong-gil
358. Namchon : Choe Sung-ho
359. Tokdal : Ri Hong-sop
360. Chongjong : Pak Yon-ok
361. Ryongyon : Kim Jong-ho
362. Kumi : Ri Jong-suk
363. Kwail : O In-nam
364. Sindae : Jong Su-hyok
365. Sariwon : O Myong-chun
366. Wonju : Chae Kang-hwan
367. Migok : Song Yun-hui
368. Songyong : Kang Yun-sok
369. Kwangsong : Ri Son-gwon
370. Jongbang : Ri Yong-rae
371. Unha : Ri Yong-ho
372. Kuchon : Ri Yong-sim
373. Kaesong : Paek Chun-gi
374. Tonghyon : Jong Kyong-taek
375. Sonjok : Choe Pyong-ryol
376. Unhak : Pang Kang-su
377. Tokam : Ri Kum-chol
378. Panmun : Kim Yong-chol
379. Ryongsan : Ri Kil-song
380. Kaepung : An Yong-hwan
381. Hwangju : Ri Hye-jong
382. Chongryong : Ro Kwang-sop
383. Samjong : Kim Chol-guk
384. Hukgyo : Han Chol-nam
385. Yontan : Ri Hang-gol
386. Misan : Ri Yong-sik
387. Pongsan : Ryang Jong-hun
388. Madong : Kim Jae-chol
389. Chonggye : Kim Chang-gwang
390. Kuyon : Jo Chol-song
391. Unpa : Ko Kil-son
392. Kangan : Kim Tae-song
393. Kwangmyong : Cha Jae-hui
394. Risan : Ko Jong-chol
395. Taechon : Kim Jong-ok
396. Sohung : Han I-chol
397. Poman : O Myong-song
398. Sunan : Kwon Tae-yong
399. Namjong : Pak Kum-song
400. Yonsan : Kim Tu-chol
401. Holdong : Kim Jae-song
402. Sinpyong : An Tong-chun
403. Mannyon : Ri Yong-jin
404. Koksan : Ryu Myong-kum
405. Pyongam : Pak Myong-son
406. Singye : Nam Yong-suk
407. Jongbong : Ju Tong-chol
408. Chuchon : Choe Sin-uk
409. Pyongsan : Ki Kwang-ho
410. Chongsu : Ri Myong-hui
411. Namchon : Kim Jong-chol
412. Kumchon : Kim Wan-su
413. Hyonnae : Pak Hye-suk
414. Soktam : Ho Pong-il
415. Songrim : Ri Jong-chol
416. Tangsan : Ho Ryong
417. Tosan : Kim Jong-ok
418. Yangsa : Jang Ki-ho
419. Jangpung : Jo Yong-chol
420. Kuhwa : Kim Kyong-sim
421. Sangwon : Jo Yon-jun
422. Myongdan : Yun Jae-hyok
423. Junghwa : Han Ung-su
424. Chaesong : Ri Jong-hyok
425. Sungho : Ri Kum-ok
426. Mandal : Im Hun
427. Kanggye : Ro Tu-chol
428. Yonju : An Yong-nam
429. Puchang : Jang Hyok
430. Yahak : Choe Chang-son
431. Sokhyon : Kim Hye-ran
432. Wiryong : Jong Kwang-chol
433. Naeryong : Han Yong-ho
434. Manpo : Kim Myong-hun
435. Kuo : Chae Jong-sok
436. Munak : Kim Chon-ho
437. Huichon : Kim Jae-ryong
438. Solmoru : Pak Chol-hun
439. Chupyong : Ham Nam-hyok
440. Chongnyon : Tae Jong-su
441. Jonpyong : Ri Yong-hon
442. Songgan : Ri Sung-kum
443. Songryong : Sin Kwan-jin
444. Jonchon : Ri Su-ryon
445. Hakmu : Kim Yong-il
446. Unsong : Hong Sung-mu
447. Ryongrim : So Kyong-ho
448. Tongsin : Pak Chun-gon
449. Songwon : Kim Chong-gyun
450. Janggang : Pak Yong-bok
451. Hyangha : Ko Pyong-hyon
452. Rangrim : Ri Hyong-gun
453. Hwapyong : So Kyong-chol
454. Jasong : Kim Kwang-ju
455. Junggang : Kim Tuk-mong
456. Sijung : Jang Il-ryong
457. Wiwon : Kim Chang-gol
458. Ryanggang : Song Jong-hak
459. Chosan : Ri Sung-nyo
460. Kopung : Ri Chol-ho
461. Usi : Jang Kum-hui
462. Segil : Rim Sun-hui
463. Kwanpung : Pyon Ung-gyu
464. Jangdok : Choe Kwang-il
465. Pongchun : Jang Sung-ho
466. Myongsok : Yu Kyong-ho
467. Wonnam : Paek Yong-suk
468. Pohwa : An Jong-su
469. Pokmak : Ri Yong-sik
470. Kalma : Han Sang-jun
471. Munchon : Won Nam-chol
472. Munpyong : Ri Chol-ho
473. Okpyong : Kim Jong-sim
474. Chonnae : Om Yong-hak
475. Hwara : Pak Kwang-song
476. Anbyon : Pak Jong-nam
477. Paehwa : U Jong-suk
478. Kosan : Han Yong-chol
479. Pupyong : Ham Jong-chol
480. Solbong : Son Kum-wol
481. Tongchon : Jo Song-chol
482. Songjon : Pak Chol-min
483. Kosong : Jon Chang-guk
484. Onjong : Choe Son-hui
485. Kumgang : So Kwang-ok
486. Soksa : Kye Hun-nyo
487. Changdo : Hwang Man-bok
488. Kimhwa : Ri Tu-il
489. Songsan : Mun Yong-chol
490. Huiyang : Kim Guk-chang
491. Sepo : Ri Ik
492. Hupyong : Hwang Min
493. Pyonggang : An Yong-sik
494. Pokgye : Nam Sung-u
495. Cholwon : Sin Chol-hui
496. Naemun : Pak Jong-ho
497. Ichon : Ryu Jong-chol
498. Pangyo : Paek Jong-sun
499. Popdong : Kim Kum-yong
500. Somun : Yu Kyong-hak
501. Samil : Ri Tae-jin
502. Sangsin : Yun Chol-ho
503. Tonghungsan : Mun Yong-son
504. Sosang : Kim Myong-gil
505. Pungho : Mun Sang-gwon
506. Huisang : Ho Song-chol
507. Segori : Han Song-il
508. Jangsong : Yu Kyong-suk
509. Toksan : Kim Sung-jin
510. Sapo : Kim Sung-gi
511. Saegori : Pak Song-il
512. Choun : Kang Son
513. Hungdok : Ri Guk-chol
514. Hungso : Kim Kwang-sik
515. Haean : Jang Song-chol
516. Unjung : Ri Kyong-il
517. Chongi : Ri Chang-ryong
518. Ryujong : Kim Chol-ha
519. Soho : Kim Chol-yong
520. Sinpo : Ri Yu-chol
521. Pungo : Kang Chol-gu
522. Ohang : Kim Song-il
523. Yanghwa : Song Chun-sop
524. Tanchon : Kim Sang-song
525. Ssangryong : Jon Hye-song
526. Sindanchon : Ho Tae-chol
527. Omong : Kang Jong-gwan
528. Ryongdae : Ri Jong-mu
529. Kwangchon : Kim Chol-su
530. Paekgumsan : Jang Chun-gun
531. Kumgol : Choe Chol
532. Pukdu : Hwang Yong-sam
533. Sudong : Kim Jong-dok
534. Ryongpyong : Kim Jong-sok
535. Jangdong : Ryom Chol-su
536. Kowon : Kim Kwang-sok
537. Puraesan : Kim Hyon-jin
538. Yodok : Ri Jong-hwa
539. Kumya : Ju Hwa-suk
540. Inhung : Yun Yong-il
541. Kajin : Choe Jong-ho
542. Kwangmyongsong : Kim Pong-yong
543. Jungnam : Sok Won-chun
544. Jongpyong : Nam Yong-hwal
545. Sondok : Pak Chun-nam
546. Sinsang : Jon Song-guk
547. Chowon : Ri Myong-chol
548. Toksan : Ri Sung-nyon
549. Jangjin : Pak Chung-u
550. Yangji : Pang Chang-dok
551. Pujon : Kang Song-hui
552. Sinhung : Kim Sok-sun
553. Sangwonchon : Jon Il
554. Puhung : Han Ju-song
555. Yonggwang : Ri Wan-ho
556. Suchon : Pak Jong-hyon
557. Kisang : Han Ryong-guk
558. Hamju : Choe Il-ryong
559. Kusang : Kim Song-bong
560. Tongbong : Ri Yong-ae
561. Sangjung : Kang Su-rin
562. Sojung : Kim Tong-chun
563. Samho : Pak Hun
564. Hongwon : Choe Pok-sun
565. Sanyang : Han Chang-sun
566. Unpo : Ju Jong-kyong
567. Toksong : Kang Jong-ho
568. Janghung : Jong Kyong-hwa
569. Pukchong : Ko Tae-ryong
570. Sinchang : Kim Kyong-ho
571. Sinbukchong : Kim Song-gu
572. Chonghung : Han Myong-hui
573. Riwon : Kang Jong-sil
574. Rahung : Kim Yong-gyu
575. Chaejong : Kim Kyong-jun
576. Hochon : Tong Jong-ho
577. Sinhong : Ri Kang-son
578. Sangnong : Choe In-ho
579. Kumho : Ri Tam
580. Ranam : Tae Jin-hyok
581. Rabuk : Pyon Sung-gun
582. Namchongjin : Kim Song
583. Puyun : Ryang Yong-ho
584. Songpyong : Kim Kwang-nam
585. Sabong : Choe Ju-chol
586. Kangdok : Tong Hun
587. Susong : Choe Yong-ho
588. Sunam : Kim Song-won
589. Malum : Hong Kil-ho
590. Pohang : Kim Hyon-myong
591. Subuk : Kim Chol-ho
592. Namhyang : Kim Ki-song
593. Sinjin : Ri Chol
594. Kyodong : Kim Chang-gil
595. Chongam : Ri Yong-son
596. Ryonjin : Kang Yong-ju
597. Kwanhae : Kang Yong-su
598. Huiryong : Ko Ju-gwang
599. Osandok : Ri Sun-sil
600. Manyang : Ri Kwi-ok
601. Yuson : Ri Hye-sun
602. Songam : Jon Song-man
603. Chonghak : Ho Tae-ryol
604. Jegang : Ri Song-jae
605. Jangpyong : Choe Il
606. Haksong : Choe Un-sil
607. Kilju : Rim Chun-hui
608. Ilsin : Kim Il
609. Junam : Yun Kang-ho
610. Yongbok : Choe Kwi-nam
611. Hwadae : Jo Kum-hui
612. Ryongpo : Kim Hyong-jun
613. Myongchon : Ryang Won-jin
614. Ryongam : U Ung-ho
615. Myonggan : Choe Yong-suk
616. Ryongban : Kim Yong-ho
617. Kukdong : Ho Jong-man
618. Orang : Choe Yong-suk
619. Odaejin : Ri Yong-chol
620. Kyongsong : Pak Kun-sok
621. Hamyon : Jang Chun-sil
622. Sungam : Nam Hong-son
623. Puryong : Pak In-su
624. Musan : Myong Song-chol
625. Soedol : Pyo Il-sok
626. Sangchang : Kim Chung-gol
627. Yonsa : Ro Song-ung
628. Onsong : Ri Hi-yong
629. Wangjaesan : Kim Ok-ryon
630. Jongsong : Kim Kwang-chol
631. Kyongwon : Sin Chol-ung
632. Kogonwon : Jon Han-gil
633. Ryongbok : Ji Jae-ryong
634. Kyonghung : O Kyong-sok
635. Haksong : Kim Yong-sil
636. Obong : Jang Kil-ryong
637. Hyesan : Pak Chol-ho
638. Hyejang : Jang Hyong-suk
639. Tapsong : Choe Ryon-hui
640. Songbong : Ri Sang-won
641. Ryonbong : Kim Mi-nam
642. Sinpa : Kim Sung-hui
643. Popyong : Song Kum-nam
644. Koup : Ri Yong-il
645. Pungsan : Jon Tong-ho
646. Pochon : Rim Chun-nam
647. Samjiyon : Yang Myong-chol
648. Taehongdan : Kim Kwang-ho
649. Paekam : An Mun-hak
650. Yupyong : Kim Kang-il
651. Unhung : Ri Song-guk
652. Sangjang : Yun Pok-nam
653. Kapsan : Han Su-gyong
654. Oil : Kim Sang-uk
655. Pungso : Yon Kyong-chol
656. Samju : Ju Hang-gon
657. Hanggu : Kang Yang-mo
658. Hupo : Pak Jun-ho
659. Munae : Song Sung-chol
660. Konguk : Choe Tong-myong
661. Ryusa : Kang Dok-chun
662. Waudo : Ri Gil-chun
663. Namsan : Kim Tuk-sam
664. Taedae : Jang Ryong-sik
665. Kapmun : Tokgo Chang-guk
666. Kangso : Kim Pyong-hae
667. Sohak : Jang Chol-jun
668. Chongsan : Yun Chun-hwa
669. Sogi : Ri Kwang-chol
670. Tokhung : Kim Yong-jae
671. Chollima : Kim Han-il
672. Kangsan : Pak Kwang-ho
673. Pobong : Ri Nam-son
674. Hwasok : Kim Kye-gwan
675. Taean : Choe Sung-ryong
676. Oksu : Ro Ik
677. Ryonggang : Im Jong-sil
678. Ryongho : Chang Jae-ryong
679. Onchon : Rim Kyong-man
680. Haeun : Jo Kyong-guk
681. Sohwa : Sin In-ok
682. Kwisong : Sin Tong-ho
683. Rajin : Sin Yong-chol
684. Tongmyong : Choe Yong-bok
685. Changpyong : Han Jang-su
686. Sonbong : Jo Jong-ho
687. Ungsang : Sin Tong-su

## Suites
Lors de sa première session le 11 avril, l'Assemblée issue de ces élections réélit Kim Jong-un à la présidence de la Commission des affaires de l'État, remplace Kim Yong-nam (âgé de 91 ans) par Choe Ryong-hae à la présidence du Présidium de l'Assemblée, et remplace Pak Pong-ju (âgé de 80 ans) par Kim Jae-ryong au poste de Premier ministre. Cette réorganisation des instances dirigeantes est perçue non seulement comme un rajeunissement qui s'imposait, mais aussi comme un moyen pour le jeune dictateur Kim Jong-un de consolider son autorité en « écartant des personnalités qui étaient en place bien avant qu’il n’accède au pouvoir, fin 2011 »,,.